# 이티하드 칼바 FC
이티하드 칼바 FC(نادي اتحاد كلباء الإماراتي)는 아랍에미리트의 칼바를 연고지로 하는 프로 축구 클럽으로 1972년에 창단되었다. 현재 UAE 1부 리그에 참가하고 있다.

## 선수 명단

### 현역
참고: FIFA 자격 규정에 따라 소속된 국가대표팀 국기를 표시합니다. 선수는 복수의 FIFA 비회원국 국적을 가지고 있을 수 있습니다.
| 번호 | 포지션 | 국적         | 이름                   |
| ---- | ------ | ------------ | ---------------------- |
| 4    | DF     |              | 미셸 자나타 드레이프키 |
| 8    | MF     |              | 카이오 에두아르도      |
| 10   | MF     | 이란         | 메디 가예디            |
| 37   | DF     | 코트디부아르 | 쿠아조 코피            |
| 39   | MF     |              | 구스타부               |

| 번호 | 포지션 | 국적 | 이름 |
| ---- | ------ | ---- | ---- |

## 역대 감독
| 감독           | 임기        |
| -------------- | ----------- |
| 호르헤 다 실바 | 2019 ~ 2022 |
| 가지 파하드    | 2024        |